# Разборы шляхты
Разборы шляхты — комплекс мероприятий, проводившихся властями Российской империи по утверждению и сокращению шляхетского сословия на территориях Речи Посполитой, вошедших в состав Российской империи в конце XVIII века.
После раздела Речи Посполитой российские власти столкнулись с проблемой наличия большой прослойки привилегированного сословия на присоединённых землях. Общее количество шляхты составляло 10-15 % всего населения Речи Посполитой. Имущественный и социальный статус привилегированного сословия был весьма разнообразен, и с трудом вписывался в существующий статус дворянина Российской империи. 
С 1802 года выдача свидетельств о дворянском происхождении возможна была только после Указа Правительствующего Сената. После Жалованной грамоты дворянству 1785 года оформились «корпоративные» права дворянства Российской империи. Все дворянские роды должны были быть внесены в Родословные книги, для чего нужно было предоставить доказательства своего благородного происхождения. Для шляхты требовалось предоставить документы, удовлетворявшие российским юридическим нормам, а не тем, которые были приняты в Речи Посполитой. Указ от августа 1800 года установил срок для предоставления документов в 2 года. Указ от 25 сентября 1800 года подтвердил шляхте её права, однако к шляхте были отнесены только те, кто значился в шляхетских сказках 1795 года. Указы от 1 января 1808 года и от 6 марта 1808 года предписали шляхте также предоставить доказательства своего происхождения. После проведения ревизии 1811 года был издан указ от 29 марта 1812 года, по которому шляхетское звание признавалась только за теми, за кем оно уже было утверждено. На комиссию, проводившую ревизию 1816 года, была возложена обязанность рассмотреть права лиц, называвших себя шляхтой, с точки зрения наличия записи о них в шляхетских ревизских сказках 1795 года. Из рассмотрения была исключена шляхта, получившая подтверждение Дворянских депутатских собраний, и ожидавшая подтверждения в Герольдии Сената. Право утверждения в шляхетском звании Сенат передал губернаторам. Тех, кто не смог подтвердить своё шляхетство, записывали вольными хлебопашцами, государственными крестьянами либо мещанами. Указ от 8 июня 1826 года устанавливал порядок перевода в иное сословие людей, необоснованно отнесенных к чиншевой шляхте. После постановления от 11 июля 1828 года и указа от 14 апреля 1830 года шляхтичи, не предоставившие доказательств своего благородного происхождения, должны были быть записаны в сословие мещан или государственных крестьян. После восстания 1830—1831 годов Комитет Западных губерний, помимо прочего, занялся решением проблем шляхетского сословия. 19 октября 1831 года был издан закон «О разборе шляхты в Западных губерниях и об упорядочении такого рода людей». Правительствующий Сенат указом от 11 ноября 1832 года предполагал разделить людей, относящихся к «былой шляхте», на три разряда:
1. Дворяне, утвержденные или не утвержденные Дворянскими депутатскими собраниями, которые владеют имениями с подданными либо владеют только подданными.
2. Дворяне, не владевшие имениями, но утвержденные Дворянскими депутатскими собраниями.
3. Шляхта, не владевшая имениями и не утвержденная Дворянскими депутатскими собраниями.

Этим же указом Дворянским депутатским собраниям запрещалось выдавать подтверждение дворянства без утверждения Герольдией. В 1842 году была проведена специальная ревизия во всех Западных губерниях, которой подлежали однодворцы, граждане и евреи. После указа от 17 марта 1847 года шляхта, которая не предоставила вовремя семейных списков, подлежала записи в государственные крестьяне, а тех, кто подал — в однодворцы или граждане. Однако на практике это выполнено не было. В соответствии с законом, принятым 23 января 1847 года, шляхта, не утверждённая в дворянстве, не имела права покупать землю с крестьянами. Указом от 1 августа 1857 года шляхта, до этого не утверждённая в дворянстве, была отнесена к существующим сословиям. Те, кто владел землей, записывались крестьянами-собственниками. Те, кто имел землю в государственных владениях, записывались государственными крестьянами, а, кто жил на помещичьих землях, записывались вольными людьми. В ревизии 1858 года они записывались «вольными хлебопашцами», то есть относились к сословию, которое уже не существовало (было отменено в 1848 году). Неоседлых шляхтичей записывали на выбор либо в крестьяне, либо в городские сословия (кроме граждан). Фактически все они записывались мещанами. Этот закон не затронул шляхту, ранее записанную однодворцами и гражданами. После восстания 1863 года были введены новые ограничения в правилах подтверждения дворянства. Указ от 10 декабря 1865 года запрещал «полякам», то есть католикам, покупать имения. Указом от 19 января 1866 года все шляхтичи, не доказавшие своего дворянства, записывались крестьянами либо мещанами. Сословия однодворцев и граждан были упразднены после указа от 19 февраля 1868 года. Однодворцы были приравнены к крестьянам, а гражданам давался год, чтобы сделать выбор между крестьянским и мещанским сословиями.